# Louis Guyardin
Louis Guyardin, chevalier de Mémartin, né le 20 janvier 1758 à Dommarien, mort le 14 avril 1816 à Fribourg, est un homme politique de la Révolution française.

## Biographie
Il est le fils de Jean Baptiste Guyardin, chirurgien, et de Barbe Gallois, et le frère de Simon-Nicolas Guyardin.  
Avant la Révolution, il est lieutenant particulier au bailliage de Langres. Il épouse Marie Henriette Leclerc de Vaudonne. De leur union laissent au moins deux enfants : 
- Nicolas Marie Guyardin, né en octobre 1787, qui devient chevalier de la Légion d'honneur[1] ;
- une fille qui épouse le fils de Jean-Baptiste Hérard.

## Carrière politique et administrative

### Mandat à la Constituante
En 1789, Louis Guyardin est élu représentant suppléant du clergé du bailliage de Langres aux États généraux. Il est admis à siéger en décembre 1789 à la faveur de le démission de monseigneur César-Guillaume de la Luzerne.  
Il siège sur les bancs de la gauche de l'Assemblée nationale constituante. En mai 1791, il vote en faveur du rattachement du Comtat Venaissin, et en faveur de l'égalité entre les blancs et les hommes libres de couleur. 

### Mandat à la Convention
La monarchie constitutionnelle mise en place par la constitution du 3 septembre 1791 prend fin à l'issue de la journée du 10 août 1792 : les bataillons de fédérés bretons et marseillais et les insurgés des faubourgs de Paris prennent le palais des Tuileries. Louis XVI est suspendu et incarcéré à la tour du Temple. 
En septembre 1792, Louis Guyardin, alors procureur-syndic de Langres, est élu député du département de la Haute-Marne, le premier sur sept, à la Convention nationale. 
Il siège sur les bancs de la Montagne. Lors du procès de Louis XVI, il vote la mort et demande l'« exécution dans les vingt-quatre heures » et rejette l'appel au peuple et le sursis à l'exécution. En avril 1793, il vote contre la mise en accusation de Jean-Paul Marat : « Il y a quatre ans que Marat est régulièrement dénoncé par les principaux personnages qui ont successivement occupé la scène de la contre-révolution. [...] Je pense que l'on peut reprocher à Marat des égarements d'esprit, mais je ne le crois coupable d'aucun crime, et je dis non ». En mai, il vote contre le rétablissement de la Commission des Douze.  
En juillet 1793, aux côtés de Jean-Baptiste Lacoste, Louis Guyardin est envoyé en mission auprès de l'armée de Rhin-et-Moselle. Ils sont rappelés à la Convention en brumaire an II (novembre 1793). En nivôse (décembre), il est envoyé en mission dans les départements de l'Ardèche et de la Haute-Loire pour y organiser le gouvernement révolutionnaire. En prairial (juin), il réprime les béates qui refusent de prêter serment à la constitution civile du clergé, et fait brûler, le 20 prairial (8 juin), jour de la Pentecôte, la statue de la Vierge noire, Notre-Dame du Puy-en-Velay. Il est rappelé à la Convention en messidor (juillet). 
Après la chute de Robespierre, Louis Guyardin siège parmi les « derniers Montagnards » selon l'historienne Françoise Brunel. Lors de l'insurrection du 12 germinal an III (1er avril 1795), alors que les anciens membres du Comité de Salut public (Barère, Billaud-Varenne et Collot-d'Herbois) sont décrétés de déportation, Guyardin signe la demande d'appel nominal. En prairial (juin), il est dénoncé avec son collègue Jean-Baptiste Milhaud par les administrateurs de Strasbourg mais, défendu par son collègue Jean-Jacques Serres, échappe à l'arrestation. 

### Du Directoire à l'exil
Sous le Directoire, en vendémiaire an IV (octobre 1795), Louis Guyardin est élu député du département de l'Ardèche au Conseil des Cinq-Cents. Il est tiré au sort pour quitter le Conseil le 1er prairial an V (le 20 mai 1797).  
Il devient commissaire du Directoire exécutif dans son département, et, après le 18 brumaire, est nommé, le 10 prairial an VIII, premier président du tribunal criminel de la Haute-Marne. 
Membre de la Légion d'honneur (25 prairial an XII), il passe juge au tribunal d'appel de Dijon, est créé chevalier de l'Empire (29 septembre 1809), et, à la réorganisation des tribunaux, échange son titre de juge d'appel contre celui de conseiller à la cour impériale de Dijon le 6 avril 1811. 
Frappé par la loi du 12 janvier 1816 contre les régicides, il doit quitter la France, se retira en Suisse et y meurt quelques semaines après.